# Corbinian Lippl
Corbinian Lippl (* 1973 in München) ist ein deutscher Regisseur und Drehbuchautor.

## Leben
Corbinian Lippl absolvierte eine Ausbildung an der Hochschule für Fernsehen und Film München. Seit dem Studium dreht er Dokumentationen für die BR-Sendereihe Unter unserem Himmel. 2008 hat Corbinian Lippl als Regisseur und Coautor das bayerische Drama Totentanz (mit Gabriel Raab, Michael Mendl, Rosalie Thomass, Christian Lerch, Gundi Ellert, Johanna Bittenbinder, Johann Schuler u. a., Spielfilm, 90 Minuten, BR) abgedreht. Totentanz ist Corbinian Lippls Debütfilm.
Corbinian Lippl ist der Sohn von Andreas Lippl und Enkel von Alois Johannes Lippl.

## Filmografie (Auswahl)
- 1997: Schrottplatz 3048 (Kurzfilm), Autor und Regie
- 1998: Tag ohne Gestern (Kurzfilm), Autor und Regie
- 2000: Ein Samstag dauert 90 Minuten – Spielervermittler (Episodenfilm), Autor und Regie
- 2005: Mit der Mangfall flussabwärts (Dokumentarfilm), Autor und Regie
- 2005: Winter im Jachenauer Tal (Dokumentarfilm), Autor und Regie
- 2006: Leben in der Stadt – die Türkenstraße (Dokumentarfilm), Autor und Regie
- 2008: Totentanz (Spielfilm), Autor (mit Johanna Stuttmann) und Regie